# Melamphaes suborbitalis
Melamphaes suborbitalis är en fiskart som först beskrevs av Gill, 1883.  Melamphaes suborbitalis ingår i släktet Melamphaes och familjen Melamphaidae. Inga underarter finns listade i Catalogue of Life.